# Luray (Wirginia)
Luray – miasto w Stanach Zjednoczonych, w stanie Wirginia, w hrabstwie Page.